# 傑克·米切爾
雅各布·瑞安·米切爾（英語：Jacob Ryan Mitchell，2001年12月22日—）是一名出生於美國印第安納州的游泳運動員，曾經獲得2019年世界青少年游泳錦標賽男子4×200米自由泳接力金牌。

## 外部連結
- 傑克·米切爾的X（前Twitter）
- 傑克·米切爾的Instagram帳戶